# Trasierra (Badajoz)
Trasierra es un municipio español, perteneciente a la provincia de Badajoz (comunidad autónoma de Extremadura).

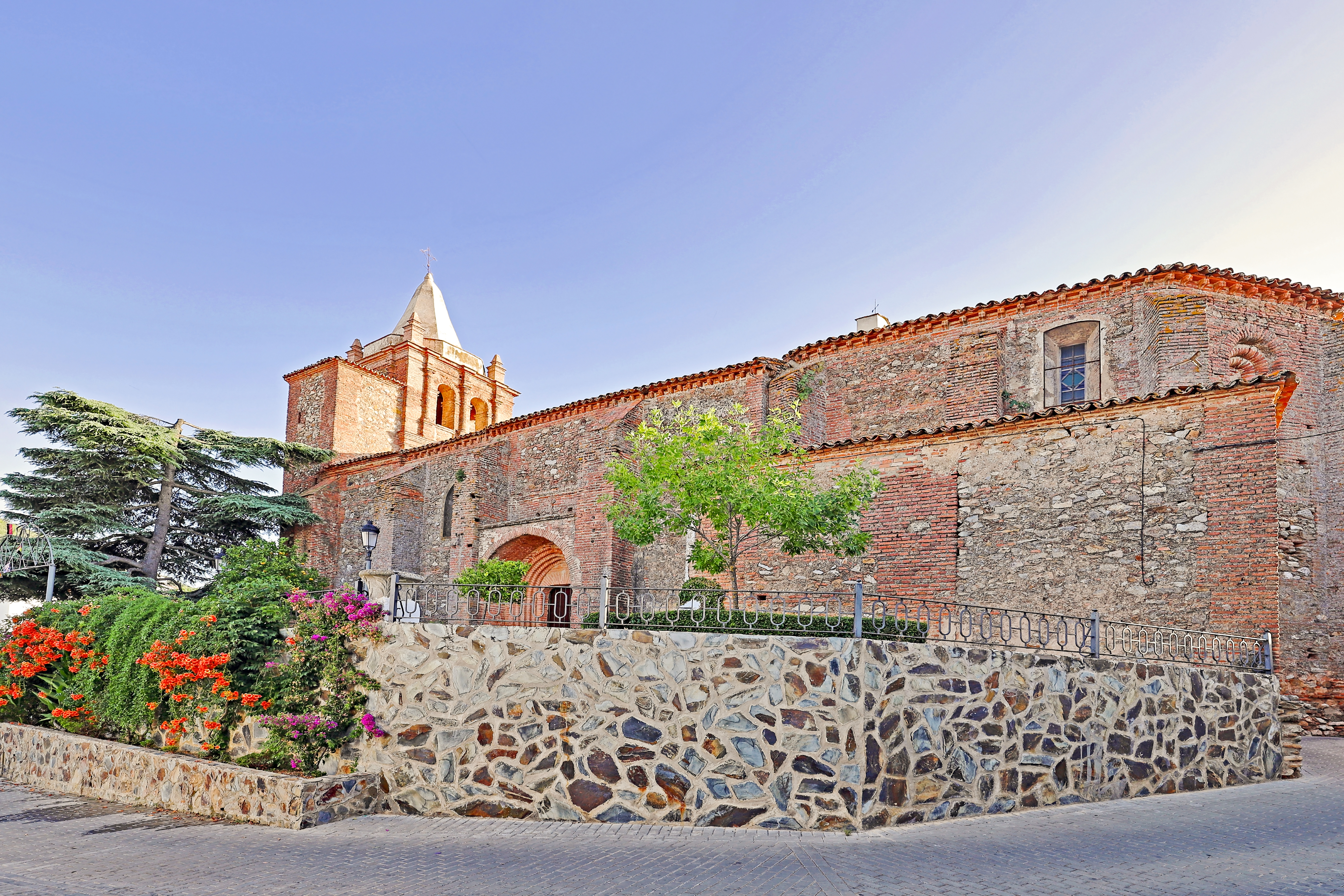
Iglesia de Santa María

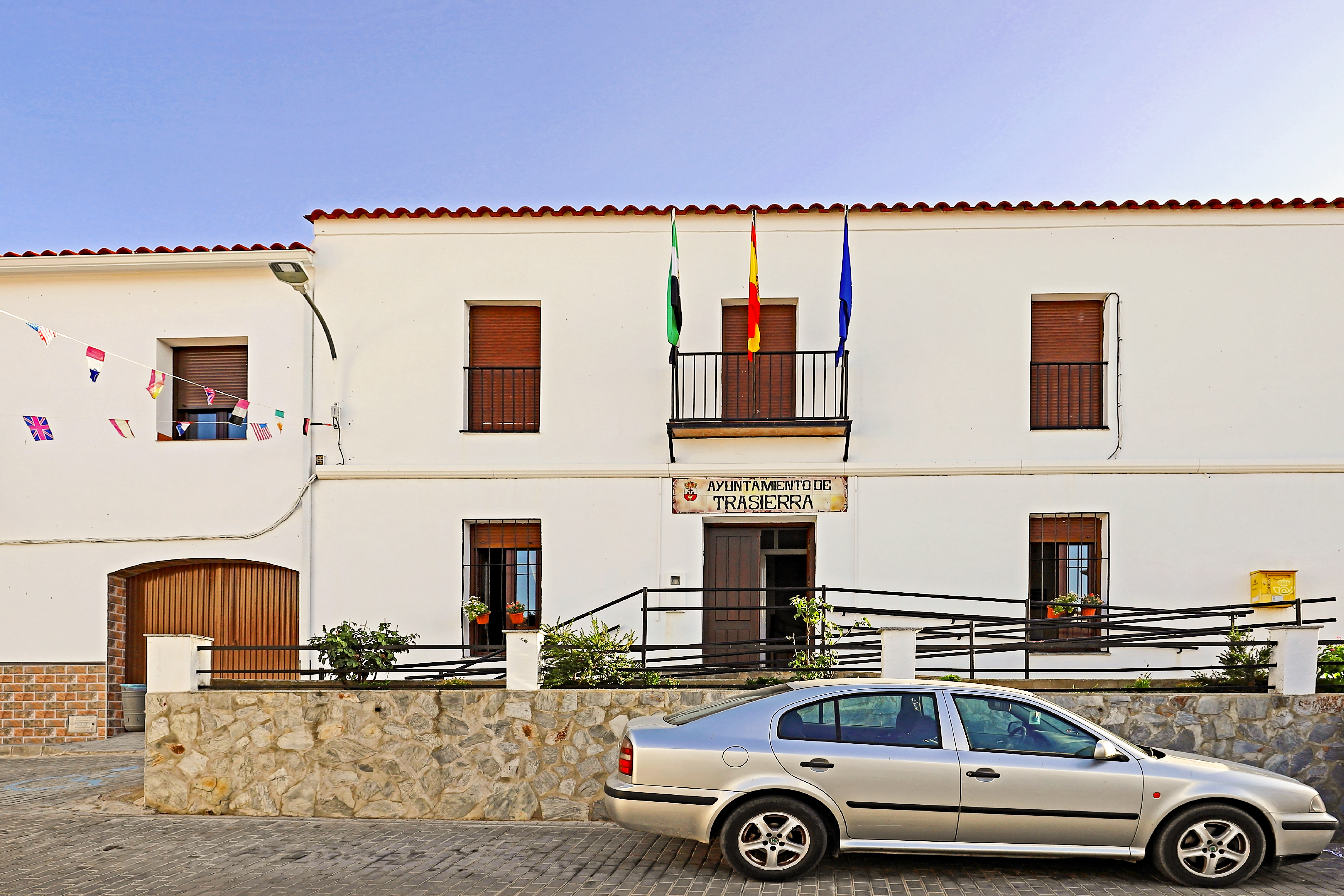
Ayuntamiento

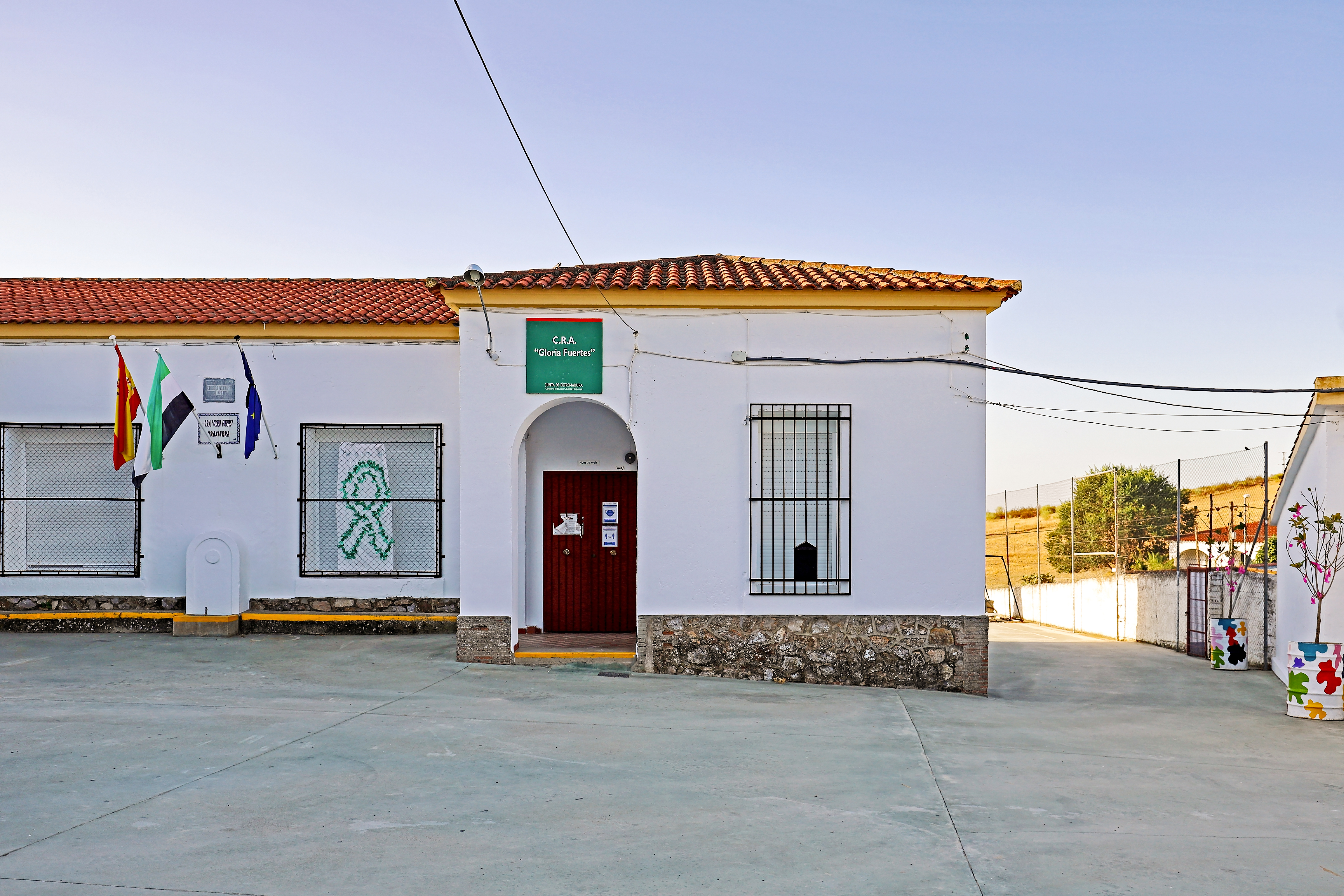
CRA Gloria Fuertes

## Situación
Trasierra se asienta sobre la ladera de la sierra de San Bernardo a espaldas de Llerena. Pertenece a la comarca de Campiña Sur y al partido judicial de Llerena.

## Contexto geográfico
En la actualidad cuenta con 666 habitantes (2013).
El dominio geográfico es igualmente montuoso y agreste, con parajes de extraordinaria hermosura plenos de cobertura vegetal. Numerosos chozos de piedra del modelo llamado bujarda, y otras muestras de la arqueología industrial y las formas constructivas y de existencia del pasado, se conservan en la zona como testimonios de relevante valor etnográfico.

## Historia
El núcleo fue fundado por Pelay Pérez Correa.
En 1594 formaba parte de la provincia León de la Orden de Santiago y contaba con 174 vecinos pecheros.
A la caída del Antiguo Régimen la localidad se constituye en municipio constitucional en la región de Extremadura. Desde 1834 quedó integrado en el partido judicial de Llerena. En el censo de 1842 contaba con 111 hogares y 440 vecinos.

## Demografía
Trasierra cuenta con una población de 593 habitantes (INE 2024).
| Gráfica de evolución demográfica de Trasierra entre 1842 y 2021                                                       |
| |
| Población de derecho según los censos de población del INE. Población de hecho según los censos de población del INE. |

## Patrimonio
Iglesia parroquial católica bajo la advocación de Santa Marta, en la archidiócesis de Mérida-Badajoz.
Edificio de notables proporciones y buena arquitectura, en la que se aprecian rasgos del estilo mudéjar en algunos de sus componentes. El templo, como resulta dominante en el entorno, se halla bajo la advocación de Santa Marta. Constructivamente está ejecutado en mampostería de piedra y ladrillo sin encalar, erigiéndose exento sobre un podio aterrazado, dispuesto para salvar la acusada pendiente del terreno.
Su planta es de una sola nave dividida en cuatro tramos, con cubierta de cañón, coro a los pies, y cabecera más angosta, de ábside poligonal, con bóvedas de crucería. El núcleo fue fundado por Pelay Pérez Correa.  Por el costado de la Epístola se adosa la sacristía; y por el contrario, una capilla con terceletes. Al exterior destacan los estribos de ladrillo que perimetran la construcción, y sobre todo la torre, igualmente de ladrillo, que protagoniza la parte frontal. La misma es de maciza estructura cuadrangular, presentándose en avance sobre el cuerpo principal, franqueada por estructuras de diferente altura, en una de las cuales se aloja la escalera de acceso. En el cuerpo inferior, que en la actualidad aparece parcialmente encalado, se abre una portada abocinada de medio punto, configurada por varios baquetones, enmarcada entre semipilastras cilíndricas y frontón. Sobre ella, y todavía en el mismo cuerpo bajo, que presenta gran desarrollo, se abre una ventana de medio punto.
El cuerpo de campanas, que se alza a partir de una somera imposta, ostenta doble vano entre semicolumnas cilíndricas, en algunas caras. El remate se resuelve mediante chapitel ochavado sobre base de la misma estructura, y machones angulares. En la fachada de la Epístola se encuentra otra portada, también encalada, que se cobija bajo arco entre estribos, consistente en vano muy rebajado enmarcado por molduras apuntadas.

## Fiestas locales
- Fiesta del Santísimo Cristo del Socorro o de los Manoletes, 20 de abril.
- San Isidro Labrador, 15 de mayo.
- San Antonio de Padua, 13 de junio.
- Fiestas patronales. Santa Marta, 29 de julio.
- Fiesta de La Chaquetía, (1 de noviembre)

## Gastronomía
Uno de los ingredientes básicos de la cocina de Trasierra es el buen aceite de oliva, producido en las extensiones de cultivo cercanas a la localidad y utilizado como ingrediente imprescindible en gran variedad de platos, tanto fríos como el gazpacho y ajoblanco o calientes como la caldereta o las migas.  Además, es muy típica la elaboración de dulces caseros como las conocidas flores, pestiños, perrunillas o roscos blancos.

### La matanza
La matanza es una de las costumbres más arraigadas en Trasierra y en toda Extremadura. Toda la familia se reúne y hacen de ese día una fiesta. Del cerdo se aprovecha todo para el consumo de todo el año. Con su carne se hacen chorizos, salchichones, morcillas, lomos y jamón.

## Turismo
En las inmediaciones se practican la caza mayor y menor, así como monterías que se organizan en un coto cercano. Las piezas típicas de la zona son el jabalí y abundantes especies de caza menor, como conejos, perdices, liebres, tórtolas, palomas, zorzales y codornices.
En las sierras de los alrededores como la de San Bernardo hay rutas de senderismo y ciclismo. Los principales alojamientos se encuentran en localidades vecinas como Fuente del Arco y Llerena.